# Карлуковски карст
„Карлуковски карст“ е защитена зона в България от екологичната мрежа „Натура 2000“ по Директивата за птиците.
Територията му обхваща землищата на села от 3 съседни области – Ловеч, Враца и Плевен, и приблизително съвпада с областта Мраморница. В Регистъра на защитените територии и защитените зони в България е под код BG0000332. Обявена е със Заповед № РД-788 от 29.10.2008 г., бр. 105/2008 на Държавен вестник.

## Местоположение
Защитената зона териториално е в рамките на област Враца – селищата Драшан, Горна Бешовица, Долна Бешовица, Камено поле и Кунино, област Ловеч – селищата Луковит, Карлуково, Петревене и Тодоричене, и област Плевен – селищата Червен бряг, Бресте, Горник и Реселец. Географски включва изцяло територията на Карлуковския карстов район. Намира се под контрола на РИОСВ – Враца и РИОСВ – Плевен. Общата ѝ площ е 14210,79 хектара.

## Описание
Защитената зона се намира в Предбалкана, край град Червен бряг на север и долините на река Косматица и река Искър на юг. Представлява хълмист карстов район, прорязан от каньоновидни речни долини. Скалната основа е изградена от триаски и юрски варовици, открита на много места в скални венци, стени, каменисти плата, понори и пещери. Голяма част е заета от открити тревни пространства от сухолюбиви и топлолюбиви тревни съобщества с преобладаване на белизма, луковична ливадина и черна садина. От храстите се срещат люляк, драка, трънкосливка. Срещат се и малки участъци с мезофилни ливади с ливадна власатка (Festuca pratensis), броеничеста ливадина (Poa sylvicola), ливадна тимотейка (Alopecurus pratensis), пасищен райграс (Lolium perenne), издънкова полевица (Agrostis stolonifera), както и храсталаци, главно от келяв габър. От горските местообитания с най-голяма площ са широколистните гори. Преобладават смесените дъбови гори от цер и благун. На места те са примесени и с келяв габър и космат дъб.

## Цели на защитената зона
Целите, с които е обособена защитената зона, са:
- Опазване и поддържане на местообитанията на няколко вида птици за постигане на тяхното благоприятно природозащитно състояние;
- Възстановяване на местообитания на същите видове, за които е необходимо подобряване на природозащитното им състояние.

Сред опазваните птици в ЗЗ „Карлуковски карст“ са:
- малък корморан (Phalacrocorax pygmeus), малък воден бик (Ixobrychus minutus), нощна чапла (Nycticorax nycticorax), гривеста чапла (Ardeola ralloides), малка бяла чапла (Egretta garzetta), голяма бяла чапла (Egretta alba), черен щъркел (Ciconia nigra), бял щъркел (Ciconia ciconia), червен ангъч (Tadorna ferruginea), осояд (Pernis apivorus), египетски лешояд (Neophron percnopterus), орел змияр (Circaetus gallicus), тръстиков блатар (Circus aeruginosus), малък орел (Hieraaetus pennatus), късопръст ястреб (Accipiter brevipes), белоопашат мишелов (Buteo rufinus), сокол скитник (Falco peregrinus), планински кеклик (Alectoris graeca), ливаден дърдавец (Crex crex), турилик (Burhinus oedicnemus), бухал (Bubo bubo), европейски козодой (Caprimulgus europaeus), земеродно рибарче (Alcedo atthis), синявица (Coracias garrulus), сив кълвач (Picus canus), черен кълвач (Dryocopus martius), среден пъстър кълвач (Dendrocopos medius), сирийски пъстър кълвач (Dendrocopos syriacus), горска чучулига (Lullula arborea), полска бъбрица (Anthus campestris), червеногърба сврачка (Lanius collurio), черночела сврачка (Lanius minor), ястребогушо коприварче (Sylvia nisoria), полубеловрата мухоловка (Ficedula semitorquata), градинска овесарка (Emberiza hortulana), голям корморан (Phalacrocorax carbo), малък ястреб (Accipiter nisus), обикновен мишелов (Buteo buteo), Черношипа ветрушка (Керкенез) (Falco tinnunculus), Сокол орко (Falco subbuteo), Речен дъждосвирец (Charadrius dubius), Голям горски водобегач (Tringa ochropus), късокрил кюкавец (Actitis hypoleucos), пчелояд (Merops apiaster).

От пеперудите са установени някои редки видове, като: Polygonia egea, Neognopharmia stevenaria, Cucullia artemisiae, Shargacucullia gozmanyi, Calocucullia celsiae, Amphipyra stix, Mythimna alopecuri.
Забраняват се редица дейности:
- Премахването на характеристики на ландшафта (синори, единични и групи дървета, защитни горски пояси) при ползването на земеделските земи като такива;
- Залесяването на ливади, пасища и мери, както и превръщането им в обработваеми земи и трайни насаждения;
- Използването на пестициди и минерални торове в пасища и ливади;
- Намаляването на площта на крайречните гори от местни дървесни видове.

## Припокриване с други забележителности
В района частично или пълно се намират 16 природни забележителности и една защитена местност, като по-голямата част от тях са обявени за опазване на пещери и скални образувания. Това са:
- Защитена местност Щърка;
- Природна забележителност Водопад Скока на река Белилката
- Природна забележителност Карлуковски карстов комплекс Пещера Банковица
- Природна забележителност Карлуковски карстов комплекс Пещера Проходна
- Природна забележителност Карлуковски карстов комплекс Пещера Свирчовица
- Природна забележителност Карлуковски карстов комплекс Пещера Темната дупка
- Природна забележителност Карлуковски карстов комплекс Пещера Хайдушка дупка
- Природна забележителност Купените
- Природна забележителност Пещера Гълъбарника
- Природна забележителност Пещери Самуилица едно и две
- Природна забележителност Скалните кукли в местността Пладнището
- Природна забележителност Скално образувание Камарата
- Природна забележителност Скално образувание Куклите в местността Улея
- Природна забележителност Скално образувание Червеница
- Природна забележителност Скално образувание Чуклите
- Природна забележителност Срупаница - скални образувания
- Природна забележителност Тектонски гребен Калето